# Bleu Ciel magazine
Bleu Ciel est une revue consacrée à la préservation du patrimoine aéronautique

## Généralités
Bleu Ciel magazine est une revue francophone publiée par la société Les Presses du Loir depuis 2003. Elle est consacrée à la préservation du patrimoine aéronautique comme l’indique son sous-titre, avec comme sujet de prédilection l'aviation légère et sportive,,.
La revue, dont le directeur de la publication est Roger Gaborieau, comporte 80 pages au format 21 x 29,7 cm. Bleu Ciel est uniquement disponible sur abonnement ou par correspondance.
En parallèle de la publication du magazine Bleu ciel, les éditions du même nom font paraître périodiquement des monographies consacrées au patrimoine aérien français.